# Alexander Zickler
Alexander Zickler, född 28 februari 1974, är en tysk före detta fotbollsspelare, anfallare.
Zickler var under flera år anfallare i Bayern München och gjorde sig inte minst ett namn som avbytare då han ofta gjorde mål. Under senare delen av karriären var han skadeförföljd vilket bland annat gjorde att han missade VM 2002. 2005 flyttade Zickler till Österrike för spel i FC Red Bull Salzburg.

## Meriter
- 12 A-landskamper för Tysklands herrlandslag i fotboll
- Champions League-mästare: 2001
- Tysk mästare 1994, 1997, 1999, 2000, 2001, 2003